# Jacques Voyet
Jacques Voyet est un peintre, sculpteur, décorateur et metteur en scène de théâtre français né le 26 juillet 1926 à Loudun (Vienne) et mort le 12 janvier 2010 à Tours (Indre-et-Loire).

## Biographie
Jacques Voyet est élève de l'École nationale supérieure des beaux-arts de Paris, étudiant la peinture avec Jean Souverbie et la lithographie avec René Jaudon,. Jean-Pierre Delarge note que son œuvre, pour les années 1960, porte sur des dessins d'étranges machines à voler qui ne sont pas sans suggérer celles qu'imagina Léonard de Vinci. Comme si elle se partageait ensuite entre expressionnisme et symbolisme, sa peinture est située par Jean Laclavetine dans une sorte d'onirisme dramatique : « Le monde de Voyet a la force impérieuse des rêves, une douceur empoisonnée, une évidence catastrophique ».
Jacques Voyet entre dans le monde du théâtre en 1966, avec ses décors, ses costumes, mais de façon plus personnelle encore avec ses marionnettes dont on note la première apparition dans Le damné de René de Obaldia en 1969. C'est le travail de dessinateur de Jacques Voyet, observe le metteur en scène Michel-Jean Robin, qui lui donne le désir de création de marionnettes : « amené à dessiner une comédienne couchée dans un cercueil, il est gagné du désir de voir s'animer les traits qu'il a formés sur le papier ». C'est ainsi que tout son travail de sculpteur intègre des figures proches de la poupée ou de la marionnette, notamment par l'utilisation de l'aluminium ou du tissu, à l'instar des 21 créations de deux mètres de haut, pour Les veuves de François Billetdoux, qu'il baptise en 1972 Les marionnettes shamanes. Ces travaux se prolongent dans la création de la compagnie du Théâtre de marionnettes Jacques Voyet pour laquelle Antoine Vitez manifestera son intérêt par l'installation en 1984 d'un théâtre de marionnettes dans le grand foyer du théâtre national de Chaillot.
Mort en janvier 2010, Jacques Voyet repose au cimetière de la Salle, à Tours.

## Œuvres

### Théâtre (décors, costumes et marionnettes)
- Federico García Lorca, Chant funèbre pour Ignacio Sánchez Mejías, mise-en-scène de Guy Suarès, Comédie de la Loire, 1968.
- René de Obaldia, Le damné, mise-en-scène de Guy Suarès, Comédie de la Loire, 1969[6].
- Edward Albee, Zoo Story, mise-en-scène de Guy Suarès, Comédie de la Loire, 1968.
- François Billetdoux, Ne m'attendez pas ce soir, mise-en-scène de François Billetdoux, Odéon-Théâtre de l'Europe, Paris, 1971[6].
- François Billetdoux, Les veuves, mise-en-scène de François Billetdoux et Michel-Jean Robin, Espace Pierre-Cardin, 1972[6]
- La mort blanche, Théâtre de marionnettes Jacques Voyet, festival de Nancy, vers 1974.
- Une messe pour Barbe-Bleue, Théâtre de marionnettes Jacques Voyet, 3e Rencontres internationales d'art contemporain de La Rochelle, 1975.
- Jacques Voyet, Les possédées, Théâtre de marionnettes Jacques Voyet, mise-en-scène et chorégraphie de l'auteur, théâtre national de Chaillot, 1984[7].

### Contributions bibliophiliques
- Louis Rameix (préface d'Alexis Danan, postface de François de Saulieu), Peuple de la nuit, illustrations de Jacques Voyet, Tours, Éditions S.N., 1953.
- Jean-Marie Laclavetine, Les poisons bienfaisants, portfolio, illustrations de Jacques Voyet, Éditions Christian Pirot, 2010.

## Expositions

### Expositions personnelles
- Galerie Stiebel, Paris, mai 1961[8].
- Galerie Alain Daune, Paris, novembre-décembre 1980, juin 1984[9], 1990.
- Expositions non datées : Londres, New York, San Francisco, Tokyo, Melbourne.
- Festival des mots. Exposition Jacques Voyet : toiles et marionnettes, Espace culturel de la douve, Langeais, mars-avril 2012[10].
- Librairie Veyssière Sigma, Tours, septembre 2014[11].
- Voyage en mélancolie avec Jacques Voyet, La Boîte noire (galerie Audrey Terrisse), Tours, février 2016[12].

### Expositions collectives
- L'École de Paris, galerie Charpentier, 1957.
- Salon des peintres témoins de leur temps, musée Galliera, 1974 (thème : La rue).
- Expositions non datées : Salon d'automne, Salon des indépendants, Salon Comparaisons[2].
- Jacques Voyet et Michel Pont, Espace culturel de la douve, Langeais, décembre 2015[13].

## Réception critique
- « Si l'univers de Jacques Voyet nous fascine tant, c'est qu'il touche au cœur de ce que nous gardons de plus secret : l'innocence, la fragilité; le mystère, l'étonnement permanent face au monde extérieur, et ce cœur d'enfant qui bat si fort sous notre carapace d'adul(te faite d'insensibilité et de garde-fous. Loin des inventeurs de merveilleux et de cauchemardesque, Voyet se contente de raconter la grande légende, celle des êtres, celle de la vie. Étrangeté des paysages vus comme à travers un filtre qui pourrait être celui du souvenir ou de la visualisation fantomatique que l'on garde d'un lieu... Étrangeté de ces personnages qui ne viennent de nulle part et nous parlent de choses essentielles, sans même s'être présentés... Étrangeté des situations, également, où le quotidien est imprégné de mystère, comme ces moments que l'on ressent brutalement, comme pour les avoir déjà vécus, sans savoir s'ils font partie du passé, de nos rêves, d'une autre vie. » - Pierre Bachelet[14]
- « D'étranges jeunes femmes un peu balthusiennes dans des lieux intemporels brossés en pleine pâte. » - Gérald Schurr[1]
- « Ses compositions, tant sculptures que peintures, baignent dans une atmosphère mystérieuse, où les personnages semblent tombés en léthargie. » - Dictionnaire Bénézit[2]
- « La mort parfois révèle l'amour, elle lui donne ses justes contours, sa couleur vraie, son goût d'irrémédiable. Toute la peinture de Voyet est là. Si elle donne à l'univers les teintes de la mort, c'est pour nous dire que rien ne meurt... Tout cela n'est pas mort, tout cela rit, tout cela vit en nous par la force du peintre, il nous le transmet comme un trésor, comme un héritage afin que rien ne finisse. Peindre, pour Voyet, ce n'est pas seulement tenter de faire revivre ce qui a disparu : c'est saisir ce qui va certainement éclore, et que nous ne voyons pas encore. » - Jean-Marie Laclavetine[4]
- « Jacques Voyet est un dessinateur, peintre et sculpteur discret, secret même. Ses tableaux baignent dans une atmosphère étrange, tremblée, à la limite du fantastique, même lorsqu'on le voit réinterpréter à sa façon des thèmes de Balthus, de Vermeer ou d'Edward Hopper. » - Didier Plassard[6]

## Récompenses
- Premier prix international du Gemmail en 1980, pour la toile Le Marin)[15].

## Collections publiques
- Paris, musée national d'Art moderne.
- Tours, musée des Beaux-Arts.

## Collections privées
- Pierre Maurs[16].